# Revolver (Madonna-dal)
A Revolver Madonna amerikai énekesnő dala Celebration című harmadik gyűjteményalbumáról. A számon Lil Wayne is közreműködött. Madonna mellett Carlos Battey, Steven Battey, Dwayne Carter, Justin Franks és Brandon Kitchen szerezte, producere Madonna és DJ Frank E volt. A dal az interneten jelent meg az album kiadása előtt. 2009 decemberében bejelentették, a felvétel kislemezként fog megjelenni a Celebration után, több remix dallal együtt januárban az Egyesült Államokban és Európában. Ennek ellenére az album verzió nem jelent meg egy CD-n sem, helyette "Madonna Vs David Guetta" változatban jelent meg.
Az elektropop stílusú Revolvert Madonna énekli, Wayne vendégszerepével a dal végén. A fegyverek iránti szerelemről szól a szöveg. A kritikusok vegyes értékeléseket írtak a számra. A "My love’s a revolver" sort egyesek dicsérték, mások szerint prózai, és nem illik Madonna előbbi dalaihoz. Belgium, Kanada, Finnország és az Egyesült Királyság kislemezlistáinak alsóbb helyezéseit érte el a felvétel. Az 53. Grammy Awardson elnyerte a Best Remixed Recording, Non-Classical kategóriájában a díjat a Guetta és Afrojack által készített remix.